# Turricula turriplana
Turricula turriplana é uma espécie de gastrópode do gênero Turricula, pertencente a família Clavatulidae.